# JK//
「JK//」（ジェイケイ）は、日本のダンスロックバンド・DISH//の1枚目のDVDシングル。Sony Recordsから2017年3月29日に発売された。

## 概要
- 自身初となるDVDシングル[1]。
- 泉大智が新メンバーに加入し、初のリリース。
- 5555枚限定販売である。
- 表題曲「JK//」は、東海テレビ『オトナ養成所 バナナスクール』の2017年4月度エンディングテーマであり、ヒャダインからの楽曲提供である。
- DVDには、「JK//」のMV & メイキング、「ドッキリ大智」、「DISH//はじめてのプライベート5人旅」を収録。
- CDには、表題曲「JK//」や新曲を含む、5曲を収録。

## 収録曲

### DVD
1. 「JK//」ミュージックビデオ
2. 「JK//」MAKING
3. 「ドッキリ大智」
4. 「DISH//はじめてのプライベート5人旅」

### CD
1. JK//
作詞：DISH//、前山田健一　作曲：前山田健一　編曲：山下洋介
  - 東海テレビ『オトナ養成所 バナナスクール』2017年4月度エンディングテーマ
2. 親のスネスゲーうめえっすね〜
作詞：DISH//、前山田健一　作曲：DISH//　編曲：新井弘毅
3. 大きな玉ねぎの下で
作詞：サンプラザ中野くん　作曲：嶋田陽一　編曲：Gk3
  - 爆風スランプの15thシングル『大きな玉ねぎの下で 〜はるかなる想い』のカバー
4. JK// 〜ごめんなさいver.〜
5. JK// -instrumental-